# Sanç de Còrdova
Sanci d'Albi, també conegut com a Sanç de Còrdova o d'Àlaba, Santius en llatí (Albi, Tarn, França, o Àlaba, País Basc, segon quart del s. IX - Còrdova, 851) fou un jove cristià, mort màrtir. És venerat com a beat per l'Església catòlica.
Sanç era un jove que vivia a Albi, al sud de França, i fou fet presoner a mitjan segle ix pels musulmans. Portat captiu a Còrdova, es va guanyar el favor de l'emir, que el va alliberar i el va fer membre de la seva guàrdia. A Còrdova va conèixer el cèlebre Eulogi (després martiritzat i canonitzat), que va transmetre la seva història. L'emir li va ordenar fer-se musulmà, però Sanci no el va obeir; tampoc no va escoltar els seus precs i promeses i finalment fou condemnat a mort i fou empalat, pena reservada als condemnats per delicte de lesa majestat. Va morir el 5 de juny del 851.
Les fonts sobre la seva existència són dues obres d'Eulogi, on parla de Sancius Alabensis i Sancius Albensis in Gallia Comata. Mentre que la primera forma remet a Àlaba, la segona, potser una ultracorrecció posterior, s'ha relacionat amb el topònim Alba que podria correspondre a Albi o Albs. L'assignació d'una ciutat franca ha estat la tradicionalment, però ha estat qüestionada durant la segona meitat del segle xx, proposant la identificació amb Alba una vil·la romana que apareix en alguns itineraris antics, a l'actual província d'Àlaba; és poc probable, però, que encara existís al segle ix. Avui, els historiadors s'inclinen per l'origen alabès.